# Ewen Whitaker
Ewen A. Whitaker né le 22 juin 1922 à Londres, et mort le 11 octobre 2016 à Tucson (Arizona), est un astronome américain d'origine britannique spécialisé dans les études lunaires.

## Biographie
Il travailla comme astronome à l'observatoire royal de Greenwich au Royaume-Uni, devenant le directeur de la section lunaire de la British Astronomical Association. Il s'installe ensuite aux États-Unis pour travailler à l'observatoire Yerkes. En 1960 il quitte Yerkes avec Gerard Kuiper pour l'aider à créer à l'université de l'Arizona un laboratoire uniquement consacré à l'étude du système solaire, le Lunar and Planetary Laboratory.
Il participa à plusieurs programmes de reconnaissance photographiques de la Lune développés par la NASA pour préparer les missions du programme Apollo : les programmes Ranger, Surveyor et Lunar Orbiter. Dans ce cadre il est amené à  sélectionner le site d'alunissage de Surveyor 3 (ce qui fut utile pour choisir le site d'alunissage de la mission Apollo 12). Il a été considéré comme l'un des meilleurs experts mondiaux sur la cartographie de la Lune et la nomenclature lunaire. Il était membre du groupe de travail de l'UAI sur la nomenclature lunaire. En 1999, il publia un livre sur l'histoire de la sélénographie et la nomenclature lunaire, intitulé "Mapping and Naming the Moon". Il est le découvreur de Miranda, la cinquième lune d'Uranus.

## Distinctions honorifiques
- Médaille Goodacre, 1982.